# Districtul Djendel
Djendel este un district din provincia Aïn Defla, Algeria.